# Scipione Pulzone

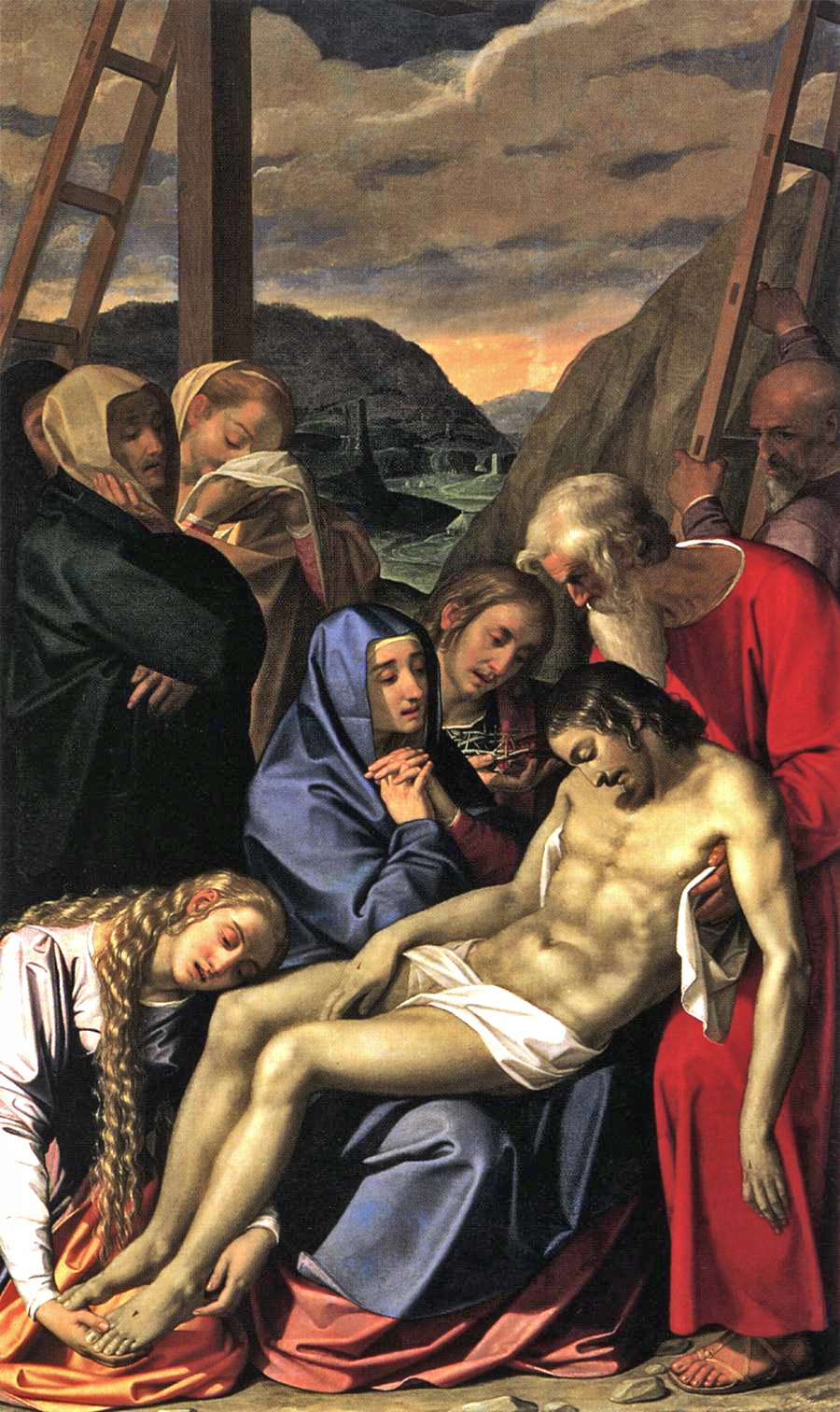
Lamentation du Christ (1593).

Scipione Pulzone  dit Scipione da Gaeta (né vers 1550 à Gaëte, au Latium - mort le 1er février 1598 à Rome) est un peintre italien du XVIe siècle.

## Biographie
Scipione Pulzone, également connu sous le nom de il Gaetano, est un peintre italien actif à Rome de la fin du maniérisme à la Contre-Réforme (la Contre-maniera), disciple de Jacopino del Conte. Il est surtout connu pour ses portraits en particulier de la famille Farnèse.
À partir de 1570, ses sujets sont religieux directement liés à la Contre-Réforme et à sa rencontre avec le  Jésuite Giuseppe Valeriano.
Pietro Facchetti fut son élève à Rome à partir de 1580.

## Œuvres
- Portraits de Grégoire XIII, cardinal de Médicis,  du grand-duc Ferdinand Ier de Médicis, de Bianca Capello, d'Éléonore de Médicis, de Marie de Médicis, du cardinal Antoine de Granvelle,  du cardinal Scipione Borghese, du cardinal Ricci, de Pie V... (certains à la galerie des Offices de Florence)
- Assomption, Santa  Caterina dei Funari, Rome.
- Portrait de Giacomo Boncompagni 1574, collection privée.
- Marie-Madeleine (1574), basilique Saint-Jean-de-Latran, Rome.
- Portrait d'homme (1578), huile sur toile, musée Condé, Chantilly
- Immaculée Conception (1581), Chiesa dei cappuccini, Ronciglione.
- Assomption avec les apôtres (1585), église San Silvestro al Quirinale, Rome.
- Pietà et Crucifixion (1586), Santa Maria in Vallicella, Rome.
- Naissance de la Vierge, Mariage et Annonciation (1584-1588), église du Gesù, Rome.
- Annonciation (1587), Musée Capodimonte de Naples.
- Sainte Famille (1590), Galerie Borghèse, Rome
- Pietà (1591), Metropolitan Museum of Art, New York.
- Lamentation du Christ (1593), pour l'église du Gesù de Rome, Metropolitan Museum of Art, New York.